# Anniek Pheifer
 (octobre 2018).
Si vous disposez d'ouvrages ou d'articles de référence ou si vous connaissez des sites web de qualité traitant du thème abordé ici, merci de compléter l'article en donnant les références utiles à sa vérifiabilité et en les liant à la section « Notes et références ».
Anniek Pheifer, née le 16 octobre 1977 à Assen, est une actrice néerlandaise.

## Filmographie

### Cinéma
- 2001 : Costa![2]
- 2006 : Doodeind de Erwin van den Eshof : Barbara[3]
- 2006 : The Witness de Erik de Bruyn : Hilde Kuypers[4]
- 2010 : First Mission de Boris Paval Conen[5]
- 2011 : Shock Head Soul de Simon Pummell[6]
- 2014 : Aanmodderfakker de Michiel ten Horn : Simone[7]
- 2015 : The Glorious Works of G.F. Zwaen de Max Porcelijn : Lisa[8]
- 2016 : Amour et préjugés de Janice Pierre : Merel[9]
- 2017 : Younger Days de Paula van der Oest : Sallie[10]
- 2018 : Life Is Wonderful de Frans Weisz[11]
- 2018 : All You Need Is Love (nl) : Sandra
- 2019 : Le Tueur de l'autoroute (Bumperkleef) de Lodewijk Crijns : Diana
- 2022 : Pink Moon de Floor van der Meulen : Elisabeth

### Téléfilms
- 1998 : In de praktijk (nl) : Klaartje
- 2001-2003 : Westenwind (nl) : Rosa Wellen
- 2004-2006 : Grijpstra & De Gier (nl) : Hetty Mulder
- 2004-2010 : Jiskefet (nl): Ilja resp. Rita
- 2007 : Spoorloos Verdwenen (nl) : Karin Verhulst
- 2007 : Radio Bergeijk
- 2008 : Het Klokhuis (nl)
- 2009 : Wie is de Mol? (nl)
- 2012 : Van God Los (nl)
- 2012 : Mixed Up
- 2013 : De vloer op (nl)
- 2013 : De ontmaskering van de Vastgoedfraude (nl) : Jessica Boelens
- 2013 : Bellicher : Guusje van Donnee
- 2013 : De Prooi (nl): Assistante van Rijkman Groenink
- 2013 : Penoza (nl) : Deborah Korija
- 2014 : Taart : Merel
- 2016 : Bitterzoet
- 2016 : De Jacht (nl): Carla de Jager
- 2018 : Foute Vriendinnen
- 2018 : Mocro Maffia : Sanne